# Championnat de France de tennis 1904
Pour un article plus général, voir Internationaux de France de tennis.
Résultats détaillés de l’édition 1904 du championnat de France de tennis.

## Faits marquants
En 1904, le simple messieurs du championnat de France est remporté par Max Decugis.

## Palmarès
| Tableau          | Vainqueurs                      | Vainqueurs | Score              | Finalistes     | Finalistes |
| ---------------- | ------------------------------- | ---------- | ------------------ | -------------- | ---------- |
| Simple dames     | Kate Gillou Fenwick             | France     |                    | Adine Masson   | France     |
| Simple messieurs | Max Decugis                     | France     | 6-1, 9-7, 6-8, 6-1 | André Vacherot | France     |
| Double mixte     | Kate Gillou Fenwick Max Decugis | France     |                    |                |            |

## Simple messieurs
|  |                |  |   |   |   |   |  |
|  | Finale         |  |   |   |   |   |  |
|  |                |  |   |   |   |   |  |
|  |                |  |   |   |   |   |  |
|  | Max Decugis    |  | 6 | 9 | 6 | 6 |  |
|  | Max Decugis    |  | 6 | 9 | 6 | 6 |  |
|  | André Vacherot |  | 1 | 7 | 8 | 1 |  |

## Simple dames
La championne en titre 1903, Adine Masson, est directement qualifiée pour le challenge round (grande finale).
|  |                 |  |  |  |  |
|  | Challenge round |  |  |  |  |
|  |                 |  |  |  |  |
|  |                 |  |  |  |  |
|  | Kate Gillou     |  |  |  |  |
|  |                 |  |  |  |  |
|  | Adine Masson    |  |  |  |  |

## Double mixte
|  |                         |  |  |  |  |
|  | Finale                  |  |  |  |  |
|  |                         |  |  |  |  |
|  |                         |  |  |  |  |
|  | Kate Gillou Max Decugis |  |  |  |  |
|  |                         |  |  |  |  |
|  |                         |  |  |  |  |